# Port de Dnipro
Le port de Dnipro est un port fluvial d'Ukraine sur le Dniepr dans l'oblast de Dnipropetrovsk.

## Histoire
Il a été fondé en 1797 sous le nom de quai de Novorossiysk principalement pour le transport de passagers.

## Caractéristiques
Il possède treize quais.